# Galicja (Europa Środkowa)

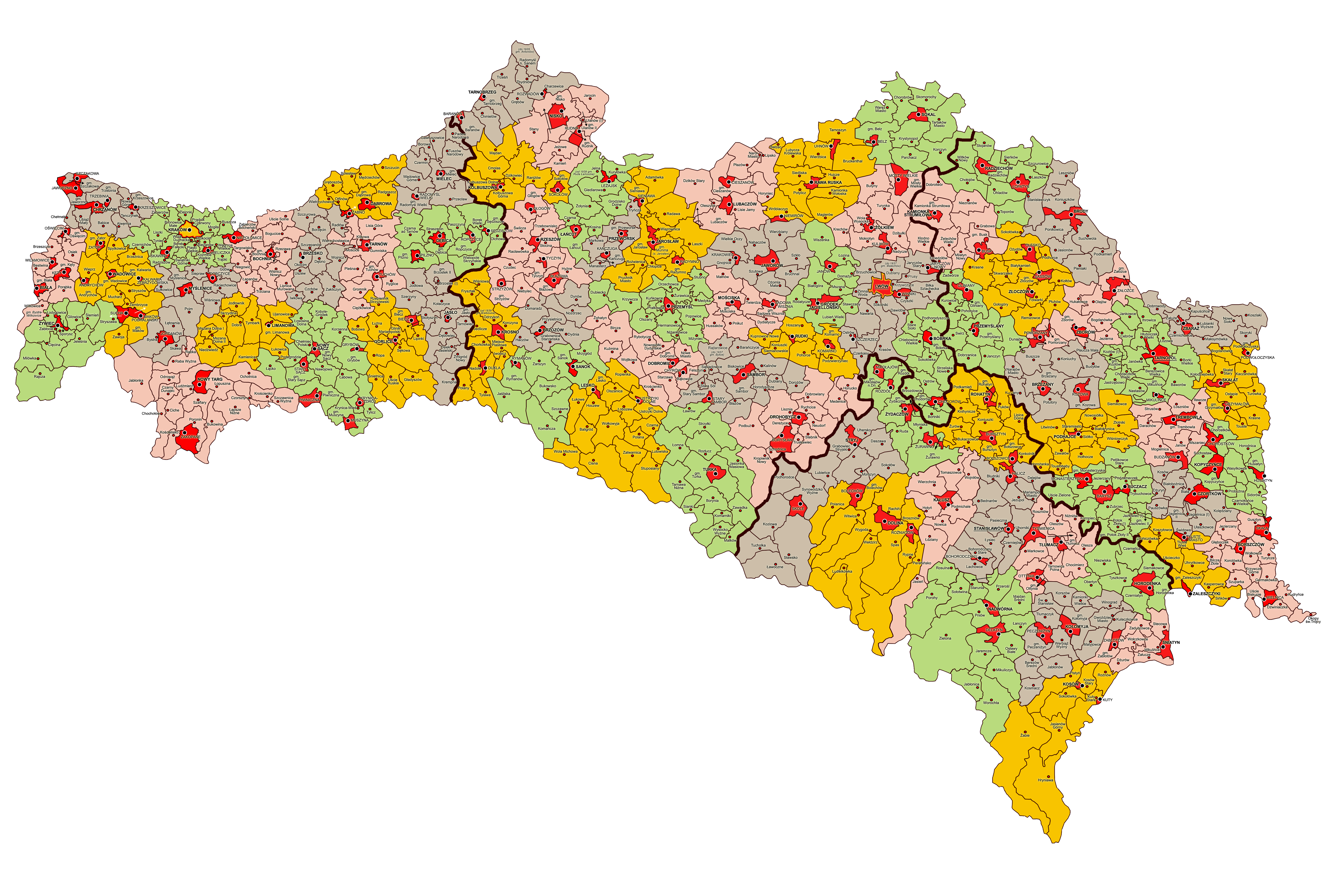
Galicja – podział administracyjny w ramach II RP

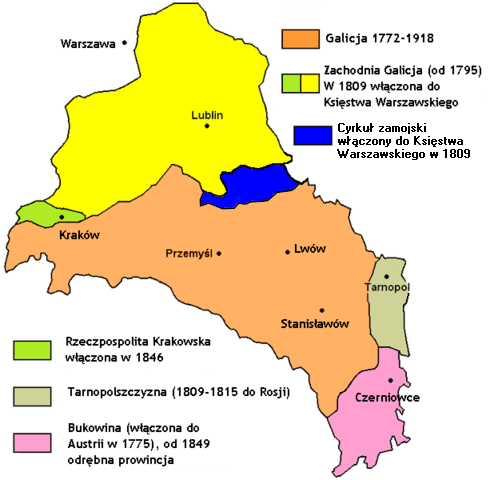
Królestwo Galicji i jego zmiany terytorialne

Galicja (łac. Galicia, ukr. Галичина – Hałyczyna, niem. Galizien, węg. Gácsország, słow. Halič, cz. Halič, jid. ‏גאַליציע‎ – Galicje, tur. Haliç, rum. Galiția, ros. Галиция – Galicija) – potoczna nazwa austriackiego kraju koronnego Królestwa Galicji i Lodomerii, istniejącego w latach 1772–1918.

## Historia Galicji w ramachCesarstwa AustriiiAustro-Węgier

Galicja (6) w składzie Austro-Węgier

Określenie Galicja i Lodomeria, potocznie skracane do samej tylko Galicji, do użycia weszło po I rozbiorze Polski. Wówczas to Austrii przypadły ziemie obejmujące m.in. Ruś Czerwoną ze Lwowem, Przemyślem, Sanokiem i Bełzem, południową Małopolskę z Oświęcimiem, Tarnowem i Nowym Sączem oraz zachodni fragment Podola (Tarnopol, Zbaraż) i fragment ziemi chełmsko-włodzimierskiej z Zamościem. Obecnie zalicza się do niej ziemie południowej Małopolski, Roztocze Wschodnie, Podkarpacie Wschodnie i Wyżynę Podolską na zachód od Zbrucza. Granice Galicji tym samym nie pokrywają się z granicami właściwych dzielnic historycznych i krain historycznych, na obszarze których istniała w latach 1772–1918, takich jak Małopolska, Ruś Halicko-Włodzimierska czy Ruś Czerwona.
Tereny te uzyskały status kraju koronnego Austrii o oficjalnej nazwie Królestwo Galicji i Lodomerii (niem. Königreich Galizien und Lodomerien, ukr. Королівство Галіції і Лодомерії lub w formie zreukrainizowanej Королівство Галичини і Володимирії). Nawiązując do tytułu Rex Galiciæ et Lodomeriæ, dyplomacja austriacka starała się uzasadnić prawo monarchów austriackich – jako spadkobierców korony węgierskiej – do zajętych ziem. W wyniku tego zabiegu propagandowego znaczenie nazwy Galicja rozszerzyło się na ziemie nigdy nie wchodzące w skład księstwa halickiego. Stolicę Królestwa Galicji i Lodomerii miano umieścić w Jarosławiu (jako mieście położonym w centrum), rozważano też kandydaturę Przemyśla, w końcu zdecydowano się jednak na Lwów, jako największe miasto. Centralnym organem władzy w latach 1772–1849 pozostawało Gubernium galicyjskie kierowane przez gubernatora, a od 1826 generalnego gubernatora. Ostatecznie granice prowincji ustalono na kongresie wiedeńskim, natomiast krajem koronnym Galicja stała się w 1850 roku. Początkowo w 1774 roku obszar prowincji podzielono na 6 cyrkułów: bełski, czerwonoruski, krakowski, lubelski, podolski i sandomierski. Te z kolei dzieliły się na 59 dystryktów. W 1777 roku zmniejszono liczbę dystryktów do 19, a w 1782 roku zrezygnowano z dwustopniowego podziału administracyjnego, ustanawiając 19 cyrkułów.
Po III rozbiorze w 1795 roku do monarchii habsburskiej przyłączono ziemie, które nazwano Nową Galicją (w odróżnieniu od „starej”, obejmującej tereny uzyskane w 1772 roku). Nowa Galicja obejmowała terytoria między Pilicą i Bugiem wraz z Krakowem, Sandomierzem, Radomiem, Kielcami, Lublinem, Chełmem i Białą Podlaską. Ziemie Nowej Galicji (wraz z Zamościem) zostały w 1809 przyłączone do Księstwa Warszawskiego i nie wróciły już do Austrii, stając się po 1815 roku częścią Królestwa Kongresowego. W 1846 roku Austriacy ponownie zajęli Kraków, likwidując formalnie niezależną Rzeczpospolitą Krakowską (która stała się teraz Wielkim Księstwem Krakowskim). Od tego czasu oficjalna nazwa prowincji brzmiała: Królestwo Galicji i Lodomerii wraz z Wielkim Księstwem Krakowskim i Księstwem Oświęcimia i Zatora (niem. Königreich Galizien und Lodomerien mit dem Großherzogtum Krakau und den Herzogtümern Auschwitz und Zator).
W marcu 1849 roku od Galicji odłączono wcześniej do niej należącą Bukowinę, tworząc nowy kraj koronny – Księstwo Bukowiny. Zastąpiono wówczas gubernium nową instytucją Namiestnictwem Galicji kierowanym w latach 1849–1918 przez Namiestnika. W 1854 roku wprowadzono nowy podział administracyjny, ustanawiając w obrębie cyrkułów powiaty, a w latach 1865–1867 zlikwidowano cyrkuły i zreorganizowano sieć powiatów, likwidując część z nich. Utworzono urzędy powiatowe, które w 1868 roku nazwano starostwami powiatowymi. Powiaty dzieliły się na obszary dworskie i gminy. Ogółem utworzono 79 powiatów i 2 miasta wydzielone – Lwów i Kraków, w tym (1902 roku):

W obrębie Galicji zwykło się wyróżniać część zachodnią i wschodnią (kryterium podziału stanowiły ustanowione w 1850 r. okręgi sądów apelacyjnych II instancji) na dwa okręgi z siedzibami we Lwowie i Krakowie. Do tego podziału dostosowano podział izb adwokackich, notarialnych, lekarskich, aptekarskich, handlowych i przemysłowych. Galicja Zachodnia obejmowała Kraków (formalnie nie należał do Galicji – Wielkie Księstwo Krakowskie, lecz de facto był jej częścią od 1846 roku), Białą Krakowską, Tarnów, Rzeszów, Krosno, Nowy Targ, Chrzanów (tak jak w przypadku Krakowa) i Nowy Sącz. Stanowiło ją 29 powiatów (a w nich 2491 gmin i 2041 obszarów dworskich) i Kraków. Do Galicji Wschodniej zaliczano Sanok, Jarosław, Przemyśl, Lwów, Stanisławów i Tarnopol. Stanowiło ją 50 powiatów (a w nich 3734 gminy i 3488 obszarów dworskich) i Lwów. W życiu codziennym oraz pracach publicystycznych z przełomu XIX i XX wieku funkcjonował również inny podział, bazujący na kryterium narodowościowym: na Galicję Zachodnią (od Krakowa do Rzeszowa), Galicję Środkową (rozpościerającą się między Rzeszowem a Samborem) i Galicję Wschodnią (od Sambora do rzeki Zbrucz). 
Po początkowo silnej germanizacji, w 1861 roku Galicja uzyskała autonomię z sejmem krajowym i rządem w stołecznym Lwowie. W 1867 roku, w związku z ustanowieniem monarchii dualistycznej (Królestwo Galicji i Lodomerii pozostało w składzie Cesarstwa Austrii), autonomię prowincji poszerzono. Rząd austriacki zagwarantował, że namiestnicy będą powoływani spośród miejscowych Polaków. Sejm miał prawo uchwalać ustawy dotyczące gospodarki krajowej, komunikacji, szkolnictwa i zdrowia. Dzięki temu Galicja stała się ośrodkiem polskiego ruchu niepodległościowego. Działały tu polskie partie polityczne i organizacje paramilitarne – Sokół, Strzelec czy Drużyny Bartoszowe, które stanowiły bazę sformowanych na początku XX wieku Legionów. Galicja odegrała również ważną rolę w dziejach nowożytnej Ukrainy, będąc do dziś ośrodkiem ukraińskich ruchów niepodległościowych. W 1848 roku powstała we Lwowie pierwsza ukraińska organizacja polityczna – Główna Rada Ruska. Mieszkały tutaj znane osobistości życia ukraińskiego, m.in.: pisarz Iwan Franko, historyk Mychajło Hruszewski, polityk Kost Łewycki czy artystka Sołomija Kruszelnyćka; działało Towarzystwo Naukowe im. Szewczenki, towarzystwo pedagogiczne Ridna Szkoła, stowarzyszenie edukacyjne Proswita, stowarzyszenia sportowo-paramilitarne Sokił i Sicz, towarzystwo gimnastyczno-pożarnicze Łuh. Na Uniwersytecie Lwowskim funkcjonowały katedry ukraińskie.
Wspólne zamieszkiwanie Polaków i Ukraińców było powodem licznych konfliktów. Po 1867 roku stanowiska w administracji były stopniowo przejmowane od Austriaków i Czechów przez Polaków, co nie podobało się Ukraińcom. W 1890 stronnictwa polskie i ukraińskie zawarły w sejmie krajowym tzw. pierwszy kompromis, przewidujący między innymi rozszerzenie szkolnictwa podstawowego i średniego w języku ukraińskim. Współpraca załamała się jednak po kilku latach, kiedy to Polacy doprowadzili m.in. do zupełnej polonizacji Uniwersytetu Lwowskiego. W początkach XX wieku Galicja była areną zabójstw politycznych, m.in. namiestnika Galicji hr. Andrzeja Potockiego. Do kolejnej próby porozumienia doszło dopiero w przededniu I wojny światowej. Tzw. drugi kompromis przewidywał zmianę ordynacji wyborczej do sejmu krajowego na korzyść Ukraińców (byli oni niedoreprezentowani z powodu struktury społecznej, od której zależała waga głosów wyborców) oraz utworzenie państwowego uniwersytetu ukraińskiego we Lwowie. Postanowienia te nie mogły już jednak zostać zrealizowane. Koniec wojny stworzył dogodną sytuację dla obu narodów, czego skutkiem był wybuch walk o Galicję Wschodnią w latach 1918–1919, kiedy to Ukraińcy proklamowali Zachodnioukraińską Republikę Ludową. Napięcia narodowościowe nie znikły w okresie II Rzeczypospolitej, z czym wiązała się działalność terrorystycznej Ukraińskiej Organizacji Wojskowej, Organizacji Ukraińskich Nacjonalistów i Ukraińskiej Powstańczej Armii w okresie międzywojennym i w czasie II wojny światowej.Odmienne losy Galicji Wschodniej i pozostałych ziem ukraińskich były również źródłem napięć wewnątrzukraińskich na gruncie politycznym, kulturowym, językowym i religijnym. Ich przezwyciężenie uważano za jeden z głównych problemów na drodze do niezależności narodowej Ukraińców.

## Etnografia Galicji
Galicja była tradycyjnie regionem wielonarodowościowym i wielowyznaniowym. Obok Polaków i Ukraińców mieszkali tu Żydzi, Niemcy, Ormianie, i inne narodowości. Kościół katolicki był reprezentowany w trzech obrządkach: łacińskim, bizantyjsko-ukraińskim i ormiańskim. Działały tu również administratury Kościołów protestanckich i prawosławnych. Ponadto żyli tu mozaiści, muzułmanie i mennonici. Sam Lwów był siedzibą trzech metropolii katolickich (rzymskokatolickiej, greckokatolickiej i ormiańskokatolickiej).
W drugiej połowie XIX wieku rozróżniano przede wszystkim dwie wielkie grupy etnograficzne na obszarze ówczesnej Galicji, tj. górali, czyli mieszkańców gór, i podalaków, czyli równiaków, mieszkańców równin.
- Rody góralskie: Żywczaki, Babiogórcy, Rabczanie, czyli Zagórzanie, Kliszczaki, Podhalanie, Nowotarżanie, Górale pienińscy i sądeccy, Spiżanie, czyli Gardłaki, Kurtacy, czyli Czuchońcy (Łemkowie, Rusnaki), Bojkowie (Werchowyńcy), Tucholcy, Huculi (Czarnogórcy).
- Rody równiaków galicyjskich: Krakowiacy, Mazury, Grębowiacy (Lesowiacy, czyli Borowcy), Głuchoniemcy, Rzeszowiacy, Bełżanie, Bużanie (Łopotniki, Poleszuki), Opolanie, Wołyniacy, Pobereżcy, czyli Nistrowianie[7].

Następującą charakterystykę ludności Galicji przedstawia dokument Gubernium Lwowskiego z 1841 roku:

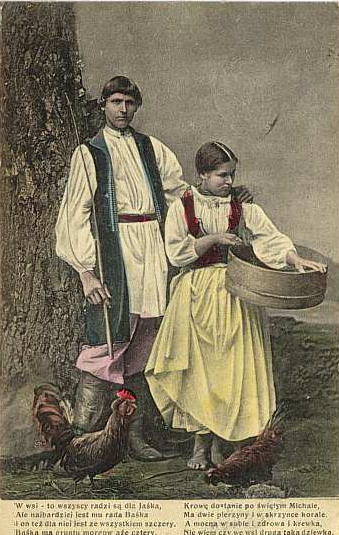
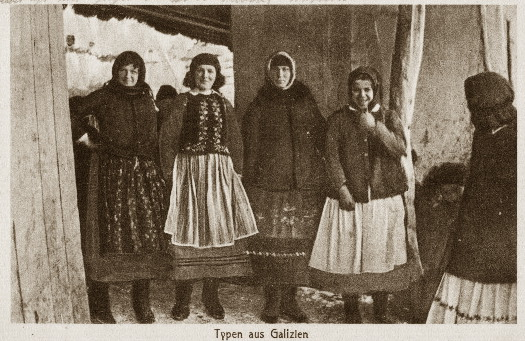
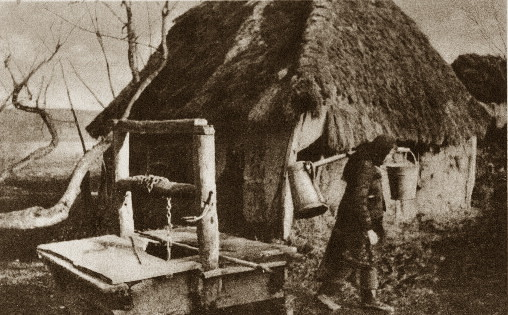
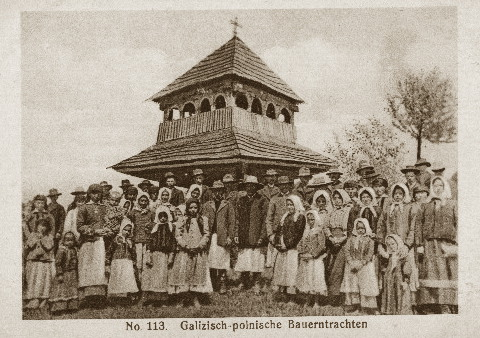

Mieszczanie w większych miastach zamożni i oświeceni bardziej nawet jak szlachta. W małych miastach nie różnią się prawie od włościan pod względem oświaty. Wolni od pańszczyzny mogą zająć się sobą, dlatego w zasadzie umieją czytać. Włościanie dzielą się na trzy grupy: Mazurów, górali i Rusinów. Mazurzy od Krakowa aż po Jarosław są osiedleni. Mówią po polsku i mazowiecku, są wyznania rzymskokatolickiego. Jest to lud prosty, mało oświecony, poczciwy. Występki lub zbrodnie pochodzą najczęściej z pijaństwa lub nędzy. Cnotami ich to przywiązanie do panów i posłuszeństwo im. Są pracowici, mało dbają o siebie, ograniczeni w potrzebach, przywiązani do religii. Wadami ich – to pijaństwo, niechlujność, wstręt do wojska i do nauki, zawziętość w bójkach. Górale – weseli, ochoczy, uprzejmi, odważni. Z powodu ubóstwa idą za zarobkiem często aż do granic Litwy, więcej oświeceni. Mniej u nich występków. Rusini zajmują większą połowę wschodniego kraju. Lud ciemny, krnąbrny, leniwy, zawzięty i zuchwały. Mówią innym językiem, wyznają inną religię. Dla fanatyzmu religijnego niechętni są swoim panom, ślepo posłuszni popom, których nazywają swoimi dobrodziejami. Nie lubią panów, nazywają ich Lachami. Są bardzo brudni, mało dbają o swoje gospodarstwa, dlatego bardziej jak inni włościanie Galicji popadają w głód i nędzę.

### Etymologia
W drugiej połowie XII w. nazwa ta pojawia się po raz pierwszy w źródłach węgierskich, w łacińskiej formie Rex Galiciae et Lodomerie jako jeden z tytułów króla Węgier, Gejzy II, co było wyrazem węgierskich rozszczeń do terenów Rusi halickiej. Ta zlatynizowana nazwa ziemi halickiej i włodzimierskiej trafiła do języka polskiego za pośrednictwem niemieckiego. Obecne znaczenie okreslenia Galicja ukształtowało się w czasach zaboru austriackiego.
Oba człony – Galicja i Lodomeria – pochodzą od zlatynizowanych nazw średniowiecznych stolic książęcych odpowiednio Halicza dla Galicji, Włodzimierz Wołyński dla Lodomerii (choć sam Włodzimierz nie znajdował się na obszarze zaboru austriackiego i był wraz z Wołyniem częścią zaboru rosyjskiego). Samo pochodzenie nazwy Halicz nie jest jasne. Niektóre prace wywodzą tę nazwę od celtyckiego, czasami greckiego słowa hal – sól. Centra wydobycia i sprzedaży soli zlokalizowane był już od średniowiecza m.in. w Drohobyczu, Samborze, Starej Soli, Dolinie i Haliczu. Na zachodzie m.in. w Wieliczce, Bochni oraz Górach Słonnych.
Pojęcie Galicja oznacza jednak obszar o wiele większy niż sama tylko ziemia halicka, za to nie zawiera większej części dawnej ziemi włodzimierskiej.

### Centusie
Mieszkańcy Galicji, głównie krakowianie określani byli żartobliwym i potocznym słowem „centuś”, odnoszącym się do ich rzekomego skąpstwa. Termin ma swoją genezę w czasach zaborów austriackich, kiedy to najniższą jednostką monetarną (w latach 1857–1892) był krajcar, w Galicji nazywany centem, a Kraków przeżywał okres zapaści gospodarczej i pauperyzacji.
W 1858 roku przeprowadzono w cesarstwie austriackim reformę walutową, wprowadzając złoty reński austriacki. Ponieważ nowy złoty dzielił się na sto części, więc „Gazeta Lwowska” przy poparciu krakowskiego „Czasu” zaproponowała dla 1/100 nazwę cent – od centum – sto.

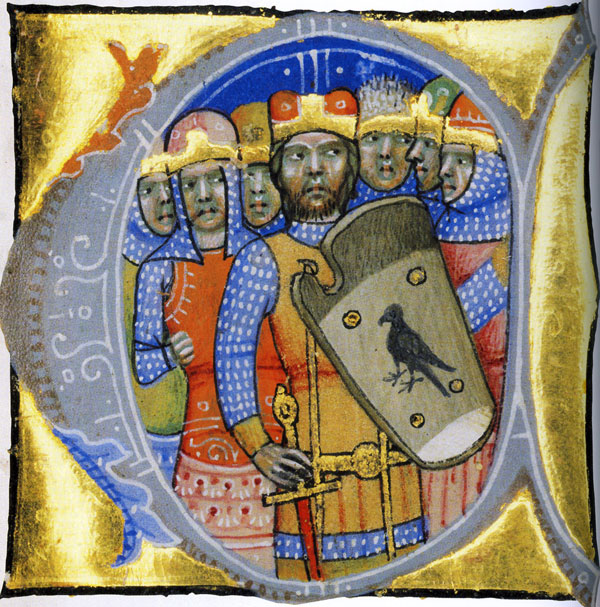
Arpad z rycerzami, z charakterystycznym motywem czarnej kawki (corvinusa) na tarczy herbowej nawiązującej później do godła Galicji

## Historia

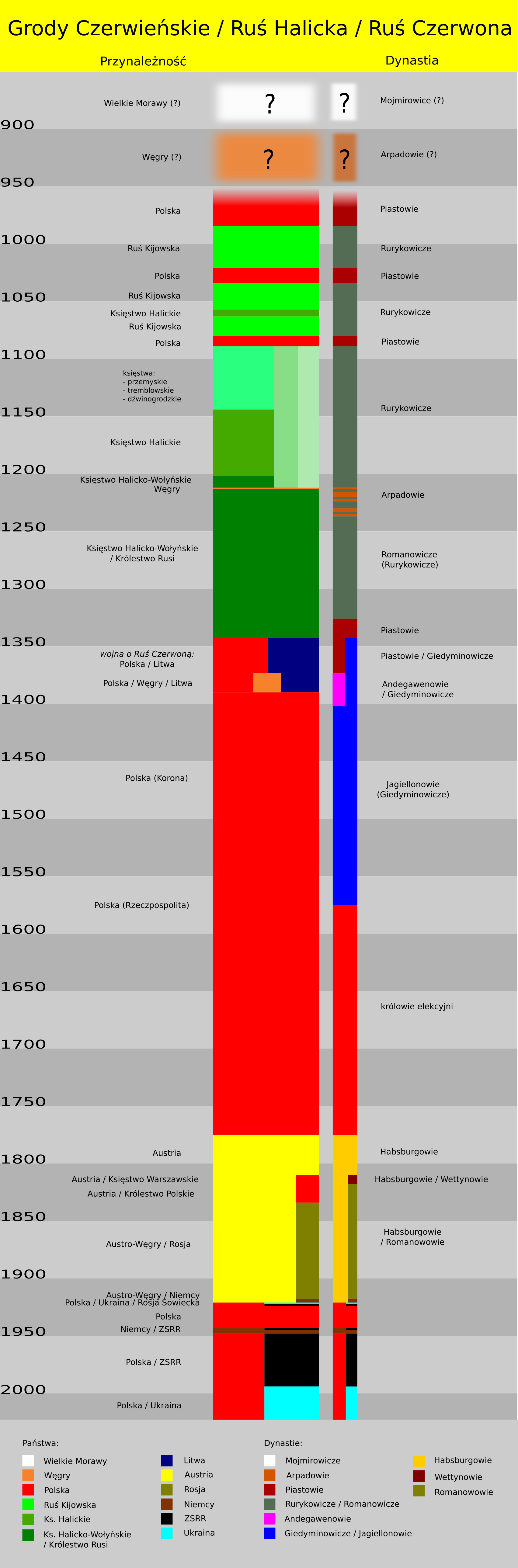
Historia przynależności Grodów Czerwieńskich i Rusi Czerwonej (Halickiej)

### Archeologia
- Epoka brązu (XVIII wiek p.n.e. – VIII wiek p.n.e.)

- Epoka żelaza (VIII wiek p.n.e. – trwa nadal)

- 600 – pierwsze archeologiczne ślady obecności Słowian

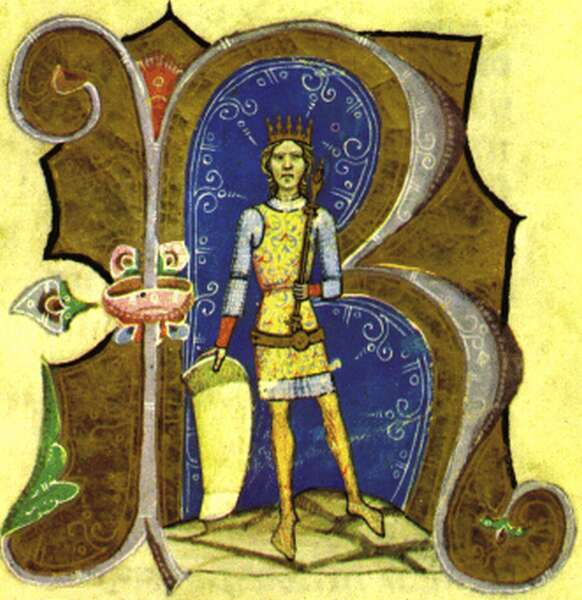
Gejza II, rex Galiciae et Lodomeriae, pierwszy król halicko-włodzimierski, 1150

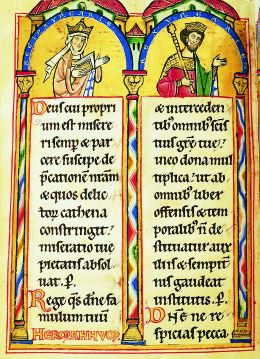
Andrzej II rex Galiciae et Lodomeriae z królową Gertrudą von Andechs-Meranien

### Grody Czerwieńskie
Pierwsza pisemna wzmianka wspominająca największy gród galicyjski w Haliczu pochodzi z roku 898 i jest autorstwa nieznanego z imienia kronikarza. Wynika z niej, że w Haliczu przebywali wówczas Węgrzy. Następnie w najstarszej kronice kronikarza ruskiego Nestora z roku 981 znajduje się pierwsza wzmianka o terenach, na których położony był obszar późniejszej Galicji: poszedł Włodzimierz na Lachów i zajął im grody ich Przemyśl, Czerwień i inne grody mnogie, które i do dziś są pod Rusią. W Geografie Bawarskim Lędzianie występują pod nazwą Lendizi i posiadają 98 grodów. Prawdopodobnie wcześniej, do roku 981, tereny Grodów Czerwieńskich należały do państwa Piastów lub istniało tam niezależne państwo Lędzian. W czasie wyprawy wojennej na Kijów w 1018 roku odbił te tereny Bolesław I Chrobry. W 1031 przyłączył je do Rusi Kijowskiej Jarosław I Mądry, przesiedlając część ludności lędziańskiej w okolice Kijowa. Raz jeszcze przyłączył je na krótko (1077-1086) do monarchii wczesnopiastowskiej Bolesław Śmiały, utracił je ostatecznie na rzecz Rusi Kijowskiej Władysław I Herman. Po 1031 pojęcie Grodów Czerwieńskich zanikło.

### Ruś Kijowska i wczesne Królestwo Polskie
Tereny określane jako historyczna Galicja od roku 981 wchodziły w skład Rusi Kijowskiej. Po rozpadzie dzielnicowym Halicz stał się ważnym ośrodkiem władzy książęcej. Na północ od niego powstało natomiast Księstwo Wołyńskie ze stolicą we Włodzimierzu Wołyńskim (później odłączyło się od niego księstwo łuckie). Ziemie księstwa halickiego od początku (a także na długo przed jego powstaniem) było miejscem politycznego współzawodnictwa Węgier i Polski. Węgrzy od końca XI wieku (w latach 1099 i 1149–1152) parokrotnie interweniowali w Haliczu, a po śmierci księcia Jarosława Ośmiomysła w 1187 roku zdołali na krótko osadzić na tronie halickim królewicza węgierskiego Andrzeja (syna Beli III). Po wygaśnięciu na synu Jarosława, Włodzimierzu, linii Rościsławowiczów halickich w 1198, wybuchły gwałtowne walki o tron halicki, przy czym Halicz kilkakrotnie dostawał się w ręce Węgrów. W 1206 roku król węgierski Andrzej II zająwszy Halicz po raz pierwszy przyjął tytuł Rex Galiciæ et Lodomeriæ, którego odtąd używali kolejni królowie węgierscy, a po przejęciu korony węgierskiej – również monarchowie austriaccy, jakkolwiek faktycznie Węgrzy nigdy nie zdołali utrzymać Halicza dłużej niż kilka lat (1214–1220, 1227–1229, 1378–1387).
W 1238 roku na tronie w Haliczu zasiadł Daniel Halicki, będący już wówczas księciem włodzimierskim. Dzięki jego talentom dyplomatycznym i wojskowym, zjednoczone przez niego księstwo halicko-włodzimierskie (halicko-wołyńskie) jako jedyne z księstw ruskich nie trafiło początkowo pod władzę chanów mongolskich. W 1254 Daniel otrzymał insygnia królewskie od papieża Innocentego IV, jednak jego następcy nie zdołali utrzymać tytułu królewskiego, składając kolejno trybuty chanom tatarskim i poddając się ich władzy. Po wygaśnięciu w 1323 roku halickiej linii Romanowiczów, o osadzenie swojego władcy na tronie walczyły Polska, Węgry i Litwa.

### Królestwo Polskie
Po zamordowaniu księcia Bolesława Jerzego ziemie te weszły na długi czas (niektóre ponownie) w skład państwa polskiego jako województwo ruskie (później podzielone) ze stolicą we Lwowie, 1340-1772.

### II Rzeczpospolita

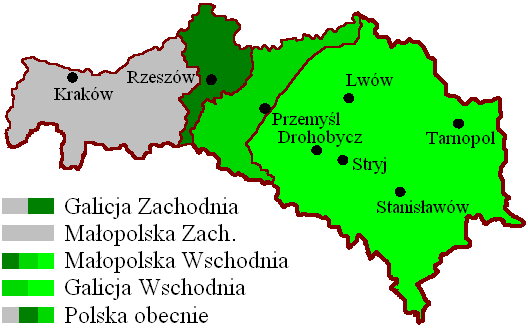
Porównanie terytorium Galicji Zachodniej i Wschodniej z czasów zaboru austriackiego oraz Małopolski Zachodniej i Wschodniej z czasów II Rzeczypospolitej

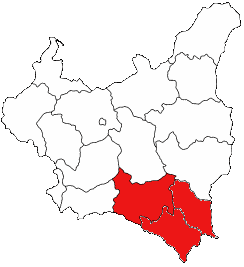
Województwa: lwowskie, tarnopolskie, stanisławowskie

Po I wojnie światowej ziemie dawnego zaboru austriackiego, należące przed zaborami do Rzeczypospolitej, powróciły do odrodzonego państwa polskiego. Podzielono je na cztery województwa: krakowskie, lwowskie, stanisławowskie i tarnopolskie. Był to region słabo rozwinięty, z przeludnioną wsią, co próbowano zmienić, umiejscawiając w latach trzydziestych w środkowej jego części Centralny Okręg Przemysłowy (COP). Nosił on półoficjalną nazwę Małopolska (nie mylić z właściwą Małopolską, jako krainą historyczno-geograficzną), która zaczęła się upowszechniać po 1923 roku, stopniowo wypierając stosowane w czasach zaboru austriackiego określenie Galicja. W konsekwencji województwo krakowskie zaczęto określać mianem Małopolski Zachodniej, a województwa: lwowskie, tarnopolskie i stanisławowskie – mianem Małopolski Wschodniej.

### II wojna światowa

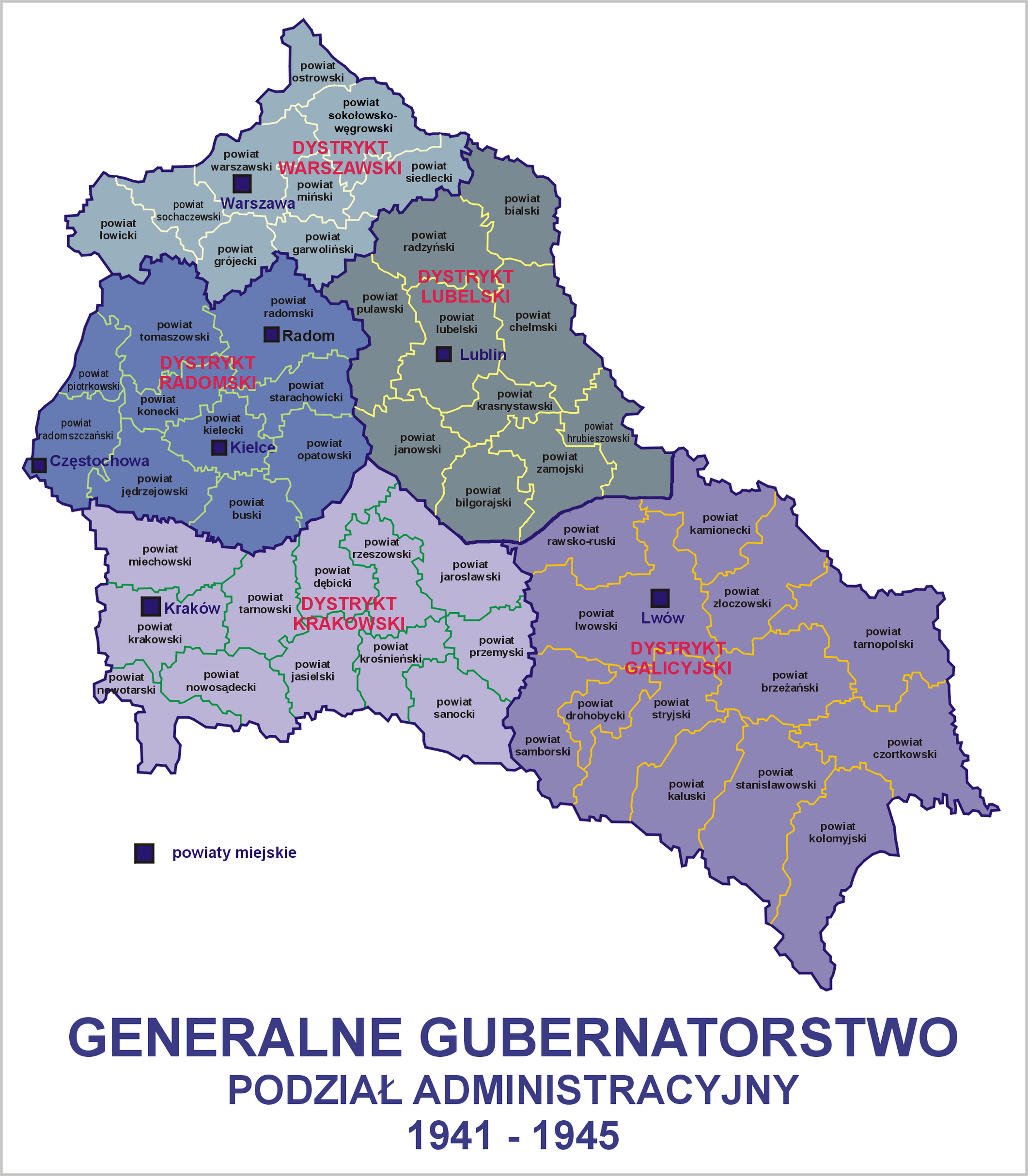
Podział administracyjny Generalnego Gubernatorstwa

W 1939 roku wskutek paktu niemiecko-sowieckiego Ribbentrop-Mołotow i niemieckiej (1 września 1939 roku) oraz sowieckiej agresji (17 września 1939 roku) na Polskę, Galicję podzielono na część niemiecką i sowiecką. Tereny okupacji niemieckiej zorganizowano w dystrykt krakowski (niem. Distrikt Krakau) Generalnego Gubernatorstwa, a natomiast najbardziej wysunięte na zachód fragmenty byłej Galicji zostały włączone bezpośrednio do Niemiec, m.in. Wadowice, Oświęcim, Biała Krakowska (dziś część Bielska-Białej), Żywiec, Chrzanów czy Jaworzno. Wschodnia część Galicji (na wschód od Sanu), która znalazła się pod okupacją sowiecką, została włączona w skład Ukraińskiej Socjalistycznej Republiki Radzieckiej i podzielona między obwody: lwowski, tarnopolski, stanisławowski i drohobycki. Ten podział utrzymał się przez niemal dwa lata. W latach 1941–1944 całą Galicję okupowali Niemcy, a dotychczasowa strefa okupacji radzieckiej weszła w skład Generalnego Gubernatorstwa jako dystrykt Galicja (niem. Distrikt Galizien).
W latach 1944–1945 teren Galicji został zdobyty przez Armię Czerwoną oraz częściowo wyzwolony przez polską Armię Krajową – m.in. sam Lwów, co zakończyło okres okupacji niemieckiej.

### Podział Galicji między Polskę a ZSRR
Konferencja teherańska, jałtańska oraz poczdamska potwierdziły podział Galicji, w ramach którego cały obszar Galicji Zachodniej pozostał w granicach Polski, natomiast większość Galicji Wschodniej przypadła Związkowi Radzieckiemu. Wyjątkiem były Przemyśl, Sanok, Lubaczów i Lesko z Bieszczadami Zachodnimi – obszary Galicji Wschodniej położone na zachód od tzw. linii Curzona, które pozostały przy Polsce po 1945. Mimo prób brytyjskich i amerykańskich oraz polskiego rządu na uchodźstwie, aby Galicja Wschodnia lub przynajmniej jej część obejmująca Lwów i Borysławsko-Drohobyckie Zagłębie Naftowe została pozostawiona przy Polsce, Stalin pozostawał nieugięty. W czasie jednej z rozmów z premierem Stanisławem Mikołajczykiem, na jego argument, że Lwów nigdy nie należał do Imperium Rosyjskiego, radziecki przywódca odpowiedział: „Ale Warszawa należała!”2024-06. W praktyce w skład ZSRR włączono praktycznie cały obszar Galicji, który w latach 1939–1941 znajdował się pod okupacją sowiecką (wyjątkami były okolice Przemyśla, Lubaczowa czy Leska, które w latach 1939–1941 znajdowały się pod okupacją sowiecką, a w 1944 roku zostały zwrócone Polsce).
Po 1945 roku większość Polaków zamieszkujących obszar Galicji włączonej do ZSRR zostało wysiedlonych w nowe granice Polski, w większości na Ziemie Odzyskane. W Polsce większość terytorium Galicji podzielono na powojenne województwa: krakowskie oraz rzeszowskie, a kawałek włączono do lubelskiego, zaś w ZSRR tereny galicyjskie podzielono na obwody: lwowski, drohobycki (włączony w 1959 r. do obwodu lwowskiego), tarnopolski, stanisławowski (od 1962 r. iwanofrankiwski, po zmianie nazwy miasta Stanisławów na Iwano-Frankiwsk).
Na podstawie umowy z ZSRR o zmianie granic z 15 lutego 1951 r. Polska utraciła na rzecz ZSRR żyzny, bogaty w substancję zabytkową i posiadający złoża węgla obszar o powierzchni 480 km² na dawnym pograniczu Galicji i Wołynia z miastami Sokal, Bełz i Krystynopol, w zamian otrzymała ubogie górskie tereny obwodu drohobyckiego z ówczesną wsią Ustrzyki Dolne również na terenie Galicji.
Podział Galicji między Polskę a ZSRR obowiązywał do rozpadu Związku Radzieckiego w 1991 r., kiedy jej radziecka część znalazła się w granicach Ukrainy.

### Galicja w składzie Ukrainy i Polski
Od 1991 roku dawna część radziecka należy do Ukrainy, gdzie w przybliżeniu składają się nań obwody: lwowski, iwanofrankiwski i tarnopolski (przedwojenne województwa stanisławowskie, tarnopolskie i wschodni fragment lwowskiego). W Polsce na dawną Galicję składa się większa część województw małopolskiego i podkarpackiego (przedwojenne województwo krakowskie i większa część lwowskiego), południowo-wschodnia część województwa śląskiego: powiat żywiecki, wschodnia część powiatu bielskiego i prawobrzeżna część miasta Bielsko-Biała (dawne miasto Biała) oraz miasto Jaworzno oraz skrawki województwa lubelskiego (m.in. Lubycza Królewska) i świętokrzyskiego (prawobrzeźne części Sandomierza).
Obecnie, mimo rozpadu monarchii habsburskiej i de facto rozpadu samego organizmu „Galicji”, której ziemie podzielone są między Polskę i Ukrainę, nazwa Galicja wciąż utrzymuje się w użyciu w obu państwach. Termin często wykorzystuje się w nazwach firm (np. Restauracja „Galicja” w Przeworsku), środków masowego przekazu (np.: Radio Galicja w Rzeszowie, Kurier Galicyjski w Stanisławowie) etc.

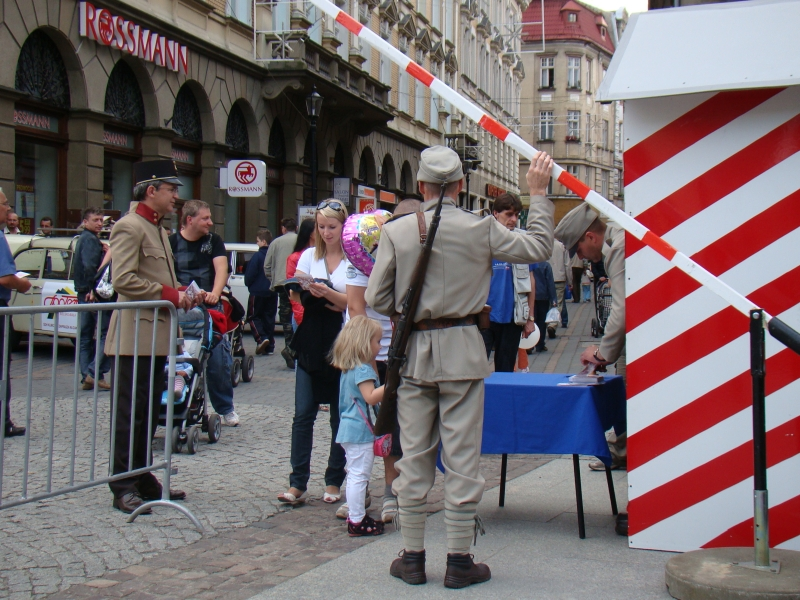
Bielsko-Biała, rekonstrukcja dawnej granicy śląsko-galicyjskiej w Białej (była to granica krajów koronnych, nie państw)
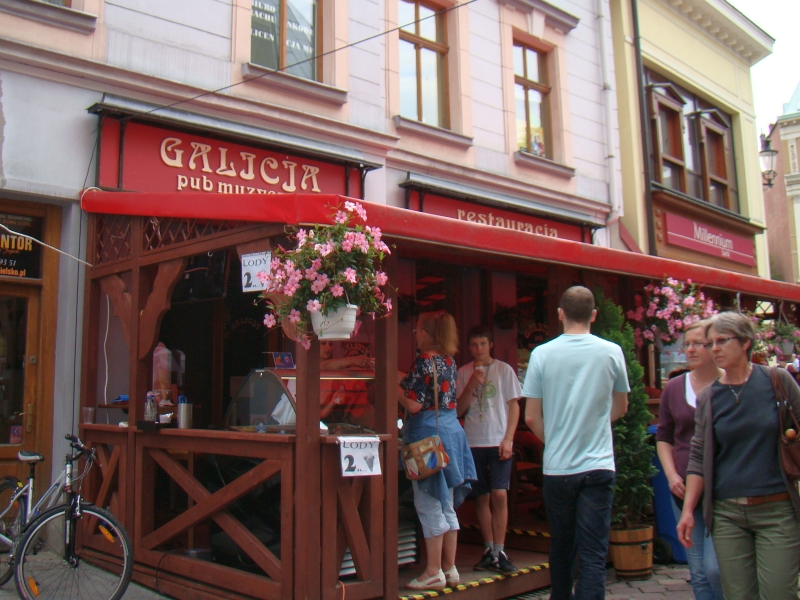
Pub pod szyldem Galicja, Bielsko-Biała
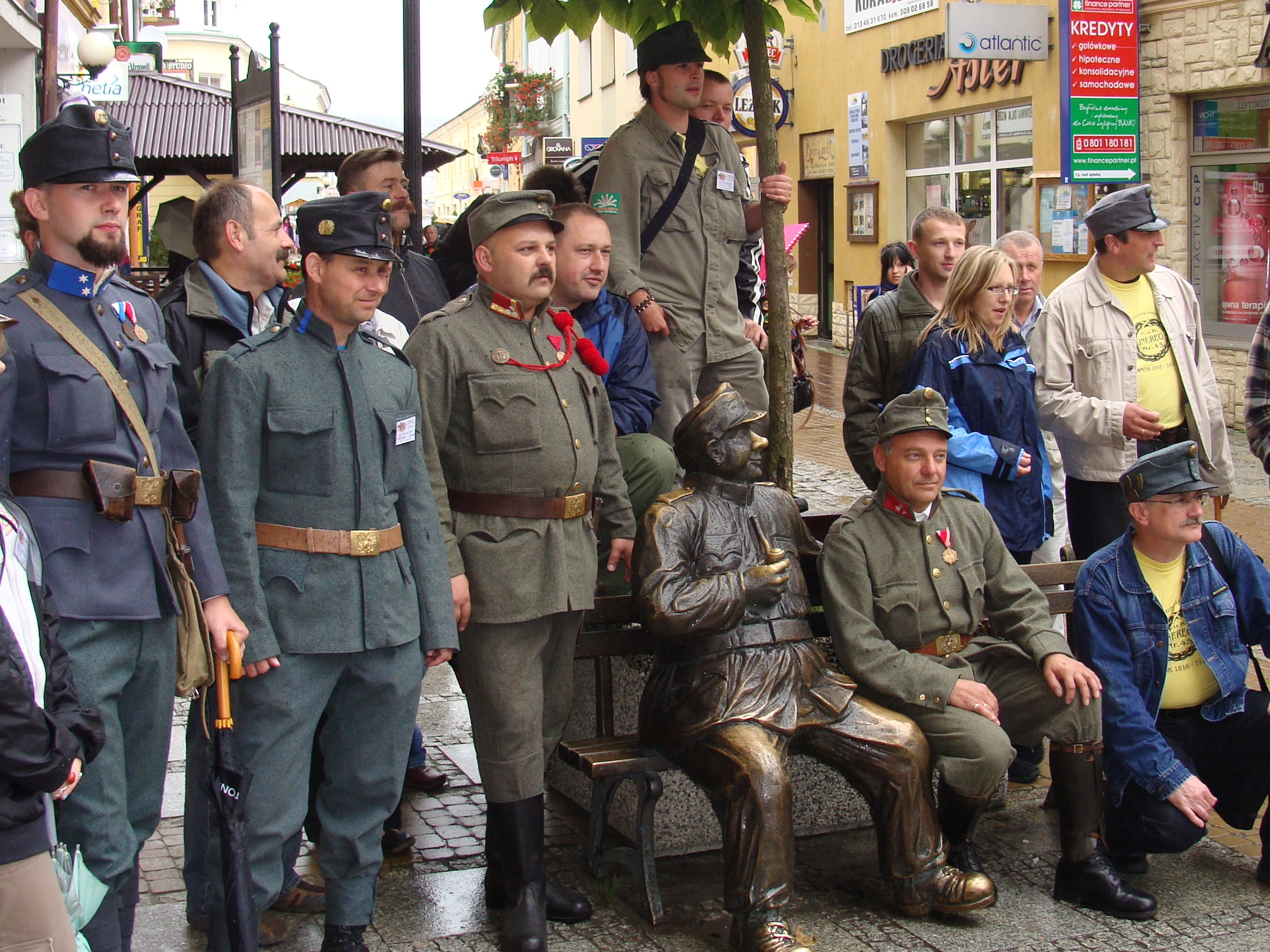
Członek Grupy Fahnen (skupiającej osoby poszukujące informacji o swoich przodkach służących w armii austro-węgierskiej), Sanockie Spotkania Miłośników Austro-Węgier
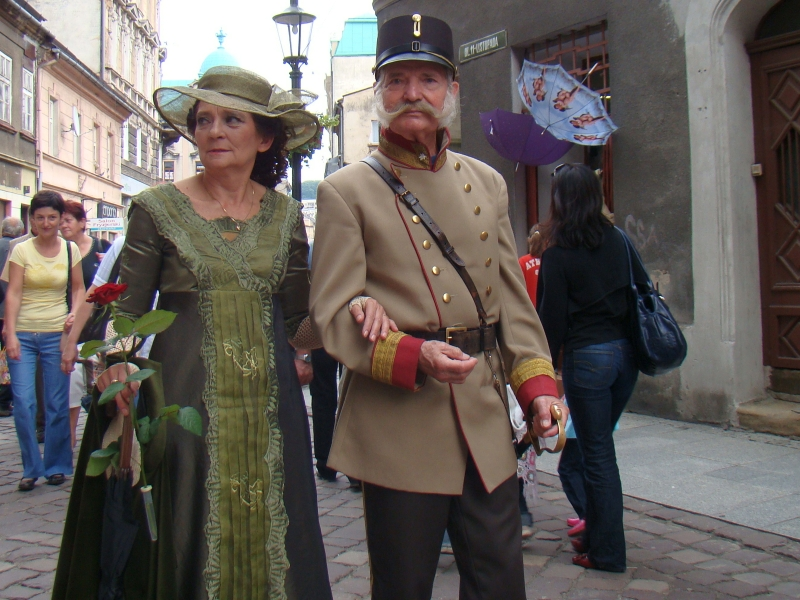
Bielsko-Biała, ul. 11 Listopada, 2010